# Unione Sportiva Foggia & Incedit 1961-1962
Questa pagina raccoglie i dati riguardanti l'Unione Sportiva Foggia & Incedit nelle competizioni ufficiali della stagione 1961-1962.

## Stagione
Il Foggia nel campionato di Serie C 1961-1962 si classifica al primo posto e viene promosso in serie B.

## Organigramma societario
Area direttiva
- Presidente: Armando Piccapane, poi Domenico Rosa Rosa (dal 4 novembre)

Area tecnica
- Allenatore: Oronzo Pugliese

## Rosa
| N. |                   | Ruolo | Calciatore        |
| -- | ----------------- | ----- | ----------------- |
|    | Italia (bandiera) | P     | Renzo Biondani    |
|    | Italia (bandiera) | P     | Gastone Ballarini |
|    | Italia (bandiera) | D     | Giampiero Bartoli |
|    | Italia (bandiera) | D     | Angelo Bertuolo   |
|    | Italia (bandiera) | D     | Roberto Corradi   |
|    | Italia (bandiera) | D     | Luigi De Pase     |
|    | Italia (bandiera) | C     | Franco Diamantini |
|    | Italia (bandiera) | C     | Vincenzo Faleo    |
|    | Italia (bandiera) | C     | Antonio Ghedini   |
|    | Italia (bandiera) | C     | Vittorio Morelli  |

| N. |                   | Ruolo | Calciatore          |
| -- | ----------------- | ----- | ------------------- |
|    | Italia (bandiera) | C     | Giorgio Odling      |
|    | Italia (bandiera) | C     | Marcello Panattoni  |
|    | Italia (bandiera) | C     | Francesco Patino    |
|    | Italia (bandiera) | C     | Matteo Rinaldi      |
|    | Italia (bandiera) | A     | Giuseppe Bortolotti |
|    | Italia (bandiera) | A     | Franco Danova       |
|    | Italia (bandiera) | A     | Cosimo Nocera       |
|    | Italia (bandiera) | A     | Antonio Santopadre  |
|    | Italia (bandiera) | A     | Antonio Stornaiuolo |
|    | Italia (bandiera) | A     | Giampiero Turci     |